# Ковальски, Бернард Луи
Бернард Л. Ковальски (1929—2007) — американский кино- и телережиссёр. Был дважды номинирован на премию Эмми.

## Избранная фильмография
- Ночь кровавого зверя[англ.] (1958)
- Hot Car Girl[англ.] (1958)
- Нападение гигантских пиявок (1959)
- Кровь и сталь[англ.] (1959)
- Кракатау, восток Явы[англ.] (1969)
- Стилет[англ.] (1969)
- Мачо Каллахан[англ.] (1970)
- Чёрный полдень[англ.] (1971)
- Террор с неба[англ.] (1971)
- Женщины в кандалах[англ.] (1972)
- Охотник на женщину[англ.] (1972)
- Sssssss (1973)
- Рождество[англ.] (1978)
- Серии телесериалов «Коломбо», «Воздушный волк», «Рыцарь дорог», «Сыромятная плеть»